# ルイスと不思議の時計
『ルイスと不思議の時計』（ルイスとふしぎのとけい、The House with a Clock in Its Walls）は、2018年のアメリカ合衆国のホラー・ファンタジー映画。監督はイーライ・ロス、脚本・製作はエリック・クリプキ、出演はジャック・ブラックとケイト・ブランシェットなど。ジョン・ベレアーズの児童小説『壁のなかの時計』を原作としている。
アメリカ合衆国では2018年9月21日、日本では同年10月12日 に公開された。
本作はファミリー映画であるが、ロス監督はアンブリン・エンターテインメントのスティーヴン・スピルバーグからは「怖く作ってくれ」と注文を受けている。また本作に登場する人形のいくつかはスピルバーグの所有物である。

## ストーリー
両親を亡くし孤児となった10歳の少年ルイスは、魔法使いの伯父ジョナサンが住む古い屋敷に引っ越す。ほどなくしてルイスは、ジョナサンより優れた力を持った魔女である隣人のツィマーマンとも知り合いになり、彼らは同じ屋根の下で暮らすことになる。しかしある日、ルイスは屋敷の中に世界を破滅に導く邪悪な力を持つ時計が隠されていることを知り、二人と力を合わせて時計を見つけ出すべく奮闘する。

## キャスト
※括弧内は日本語吹替
- ルイス・バーナヴェルト: オーウェン・ヴァカーロ（英語版）（高山みなみ[8]） - 不慮の事故で両親を亡くした10歳の少年。この経緯から伯父のジョナサンがいる館に住む。
- ジョナサン・バーナヴェルト: ジャック・ブラック（佐藤二朗[12]） - ルイスの伯父（母の兄）。二流魔法使い。
- フローレンス・ツィマーマン: ケイト・ブランシェット（宮沢りえ[13]） - ジョナサンの隣人で友人の魔女。
- アイザック・イザード: カイル・マクラクラン（原康義）
- セレーナ・イザード: レネイ・エリース・ゴールズベリイ（浅野まゆみ）
- タービー・コリガン: サニー・スリッチ（松本梨香[5]）
- ローズ・リタ・ポッティンジャー: ヴァネッサ・アン・ウィリアムズ（矢島晶子[5]）
- ハンチェット夫人: コリーン・キャンプ（くじら）
- ルイス・ママ: ロレンツァ・イッツォ（本名陽子[5]）

## 原作本
本作の原作本である『壁のなかの時計』は、日本では2001年に三辺律子の翻訳でアーティストハウスより出版されていた が、本作の公開に合わせて、訳題を本作の邦題と同じ『ルイスと不思議の時計』に改めた新版が2018年9月に静山社より出版された。

## 興行収入
本作は『アサシネーション・ネーション』、『華氏119』、『ライフ・イットセルフ 未来に続く物語』と同じ週に封切られ、公開初週末に2100万ドル前後を稼ぎ出すと予想されていたが、実際の数字はそれを上回るものとなった。2018年9月21日、本作は全米3592館で公開され、公開初週末に2660万ドルを稼ぎ出し、週末興行収入ランキング初登場1位となった。

## 評価
本作は批評家から好意的に評価されている。映画批評集積サイトのRotten Tomatoesには169件のレビューがあり、批評家支持率は67%、平均点は10点満点で6点となっている。サイト側による批評家の見解の要約は「ゴア表現の大家であるイーライ・ロス監督にとって、PG13指定の作品はキャリア上の回り道だったかもしれないが、面白い作品に仕上がっている。『ルイスと不思議の時計』は絶妙なセンスでユーモアとホラーをファミリー層向けに混ぜ合わせた作品である。」となっている。また、Metacriticには38件のレビューがあり、加重平均値は57/100となっている。なお、本作のCinemaScoreはB+となっている。